# Список союзних персонажів коміксів про Людину-павука
Людина-павук (англ. Spider-Man) — вигаданий персонаж коміксів, виданих американським видавництвом Marvel Comics. Нижче наведений список вигаданих персонажів, які мають позитивне ставлення до Людини-павука / Пітера Паркера.

## Близькі родичі
| Ім'я                     | Короткий опис |
| ------------------------ | --- |
| Річард Паркер            | батько; загинув в авіакатастрофі |
| Мері Паркер              | мати; загинула в авіакатастрофі |
| Тереза Паркер            | давно втрачена сестра Пітера Паркера; представлена в графічному романі «Spider-Man: Family Business», пізніше з'явилася в коміксах                                 |
| Бен Паркер               | дядько Пітера Паркера; застрелений грабіжником |
| Мей Паркер               | любляча тітка Пітера Паркера, яка виховує його після смерті батьків; після вбивства чоловіка Бена Мей залишається фактично його єдиною родичкою, вони дуже близькі |
| Мері Джейн Вотсон-Паркер | любовний інтерес, згодом дружина; |
| Мейдей Паркер            | дочка; всесвіт MC2 — Земля-982 |
| Бенджі Паркер            | син; всесвіт MC2 — Земля-982 |
| Вілл Фітцпатрік          | батько Мері Паркер і дідусь Пітера Паркера; |
| Джей Джона Джеймсон      | зведений брат Пітера після одруження його батька з тіткою Мей, що особисто Джеймсону не подобається;                                                               |
| Джон Джеймсон            | зведений брат Пітера після одруження його дідуся з тіткою Мей; |

## Клони
| Ім'я                                                   | Короткий опис |
| ------------------------------------------------------ | --- |
| Бен Рейлі                                              | брат-клон Пітера Паркера, який був відомий як Багряний-павук і друга Людина-павук; на відміну від більшості клонів, Пітер сприймає Бена Рейлі як свого брата і вважає його своєю сім'єю                     |
| Кайн Паркер                                            | брат-клон Пітера Паркера, який був другим Багряним-павуком; |
| Павутиння-людина                                       | двійник-близнюк Людини-павука; |
| Павукоцид                                              | клон Пітера Паркера, що володіє контролем над власними молекулами, який використовувався Шакалом як м'язи; загинув у битві з Беном Рейлі та Пітером Паркером над Daily Bugle, після чого розбився на смерть |
| Джек                                                   | клон Пітера Паркера, який був зменшеним поплічником Шакала, озброєний нігтями, схожими на кігті (як у Вартового); помирає від виродження клону                                                              |
| Вартовий                                               | клон Пітера Паркера з щільною шкірою, надміцністю і нігтями, схожими на кігті, який охороняв вхід в одну зі штаб-квартир Шакала; також загинув від виродження клону                                         |
| Скелет клону Людини-павука                             | знайдений у димовій трубі; |
| Двійник                                                | містичний клон, створений Маґусом; |
| Елліот Толлівер                                        | прото-клон з розумом Доктора Восьминога в тілі-клоні Пітера Паркера та Отто Октавіуса; |
| Людина-павук (версія з ізотопним прискорювачем геному) | клон; відокремлений від Пітера Паркера за допомогою ізотопного прискорювача геному |
| Абсолютний Карнаж                                      | пов'язана з Ultimate-всесвітом Земля-1610; |
| Абсолютна Жінка-павук                                  | клон Пітера Паркера; також відома як Жінка-павук, Чорна вдова, Абсолютна Жінка-павук, Абсолютна Чорна вдова в Ultimate-всесвіті Земля-1610                                                                  |

## Сім'я Мері Джейн
| Ім'я              | Короткий опис                                   |
| ----------------- | ----------------------------------------------- |
| Анна Вотсон       | тітка Мері Джейн та найкраща подурга тітки Мей; |
| Мейделін Вотсон   | мати; померла                                   |
| Філіп Вотсон      | батько;                                         |
| Крісті Вотсон     | сестра;                                         |
| Ґейл Вотсон-Бірнс | сестра;                                         |

## Сім'я Мей Паркер
| Ім'я                        | Короткий опис                                                     |
| --------------------------- | ----------------------------------------------------------------- |
| Альберт Рейлі               | батько;                                                           |
| Клер Рейлі                  | мати;                                                             |
| Гораціо Рейлі               | дядько;                                                           |
| Білл Рейлі                  | дядько;                                                           |
| Клавдія Рейлі               | тітка;                                                            |
| Сем Рейлі                   | брат;                                                             |
| Джулія Рейлі                | сестра;                                                           |
| Джен Рейлі                  | сестра;                                                           |
| Ейпріл Рейлі                | сестра;                                                           |
| Алекса                      | племінниця; дочка Джулії Рейлі та двоюрідна сестра Пітера Паркера |
| Еймс                        | племінниця; двоюрідна сестра Пітера Паркера                       |
| Аманда                      | племінниця; двоюрідна сестра Пітера Паркера                       |
| Джей Джона Джеймсон Старший | другий чоловік, батько Джона Джеймсона і зведений дядько Петра;   |